# Ндиайе, Абдулайе
Абдулайе́ Ниакате́ Ндиайе́ (фр. Abdoulaye Niakhaté Ndiaye; род. 10 апреля 2002, Boune, Зигиншор) — сенегальский футболист, защитник клуба «Парма» и сборной Сенегала.

## Клубная карьера
Ндиайе — воспитанник клуба «Дакар Сакре-Кур». В 2020 году игрок подписал контракт с французским «Олимпик Лион», где присоединился к молодёжной команде. Летом 2022 года Ндиайе перешёл в «Бастию» на правах аренды. 6 августа в матче против «Ньора» он дебютировал в Лиге 2. В этом же поединке Абдулайе забил свой первый гол за «Бастию». Летом 2023 года Ндиайе перешёл в «Труа». 5 августа в матче против «Дюнкерка» он дебютировал за новую команду. 

## Международная карьера
В 2019 году Ндиайе принял участие в молодёжном чемпионате мира в Польше. На турнире он был запасным и на поле не вышел.
8 января 2024 года в товарищеском матче против сборной Нигера Ндиайе дебютировал за сборную Сенегала.